# Daylight Again
| Recensione                        | Giudizio   |
| --------------------------------- | ---------- |
| AllMusic                          | [ 1 ]      |
| The New Rolling Stone Album Guide | [ 2 ]      |
| Sputnikmusic                      | 3.0 (Good) |
| Piero Scaruffi                    | [ 4 ]      |
| OndaRock                          | [ 5 ]      |

Daylight Again è un album in studio del supergruppo rock Crosby, Stills & Nash, pubblicato nel giugno del 1982.
Si tratta del quarto album comprendente materiale originale e del settimo in totale.

## Tracce
Lato A
1. Turn Your Back on Love – 4:47 (Graham Nash, Michael Stergis, Stephen Stills)
2. Wasted on the Way – 2:51 (Graham Nash)
3. Southern Cross – 4:40 (Michael Curtis, Richard Curtis, Stephen Stills)
4. Into the Darkness – 3:21 (Graham Nash)
5. Delta – 4:12 (David Crosby)

Lato B
1. Since I Met You – 3:10 (Michael Stergis, Stephen Stills)
2. Too Much Love to Hide – 3:57 (Gerry Tolman, Stephen Stills)
3. Song for Susan – 3:07 (Graham Nash)
4. You Are Alive – 3:02 (Michael Stergis, Stephen Stills)
5. Might as Well Have a Good Time – 4:25 (Judy Henske, Craig Doerge)
6. Daylight Again – 2:28 (Stephen Stills)

Edizione CD del 2006, pubblicato dalla Atlantic Records (R2 73295)
1. Turn Your Back on Love – 4:47 (Graham Nash, Michael Stergis, Stephen Stills)
2. Wasted on the Way – 2:51 (Graham Nash)
3. Southern Cross – 4:40 (Michael Curtis, Richard Curtis, Stephen Stills)
4. Into the Darkness – 3:21 (Graham Nash)
5. Delta – 4:12 (David Crosby)
6. Since I Met You – 3:10 (Michael Stergis, Stephen Stills)
7. Too Much Love to Hide – 3:57 (Gerry Tolman, Stephen Stills)
8. Song for Susan – 3:07 (Graham Nash)
9. You Are Alive – 3:02 (Michael Stergis, Stephen Stills)
10. Might as Well Have a Good Time – 4:25 (Judy Henske, Craig Doerge)
11. Daylight Again – 2:28 (Stephen Stills)
12. Raise a Voice – 2:35 (Graham Nash, Stephen Stills) – Bonus Track
13. Feel Your Love – 4:29 (Stephen Stills, Graham Nash) – Bonus Track
14. Tomorrow Is Another Day – 4:05 (Stephen Stills) – Bonus Track
15. Might as Well Have a Good Time – 4:16 (Judy Henske, Craig Doerge) – Bonus Track

## Formazione
- Graham Nash - voce, cori, chitarra, armonica a bocca, percussioni, pianoforte, organo Hammond
- Stephen Stills - voce, cori, tastiera, chitarra, banjo, percussioni
- David Crosby - voce, tastiera
- Mike Finnigan - tastiera, cori
- George Chocolate Perry - basso
- Joe Vitale - batteria
- Timothy B. Schmit - basso, cori
- Michael Stergis - tastiera
- Joe Lala - percussioni, congas
- Jeff Porcaro - batteria
- James Newton Howard - tastiera
- Bob Glaub - basso
- Danny Kortchmar - chitarra elettrica
- Russ Kunkel - batteria
- Gerry Tolman - chitarra
- Leland Sklar - basso
- Craig Doerge - tastiera
- Wayne Goodwin - violino, violoncello
- Roberleigh Barnhart - violoncello
- Miguel Martinez - violoncello
- Ernie Ehrhardt - violoncello
- Art Garfunkel - cori

Note aggiunte
- David Crosby, Stephen Stills, Graham Nash con Stanley Johnston e Steve Gursky - produttori
- Registrato al Rudy Records
- Registrato al Devonshire Sound ed al Sea West
- Steve Gursky e Stanley Johnston - ingegneri delle registrazioni
- Joe Parti, Gerry Lentz, Russell Schmitt, Jerry Hudgins, Gaylord Holamalaya, Gordon Rowley, Jeff Kallestad - secondi ingegneri delle registrazioni
- Steve Barncard - ingegnere aggiunto delle registrazioni
- Mixato al Rudy Records e al Devonshire Sound
- Illustrazione copertina frontale LP: Celestial Visitation (Illuminarium Gallery, Milt Valley, California)
- Mark Hanauer assistito da Eric Waltershied - fotografia copertina frontale LP
- Henry Diltz - fotografia retrocopertina album
- Mac James - logo design
- Jimmy Wachtel - art direction[6]